# Игуманија Антонина (Симић)
Антонина Симић (Београд, 23. јул 1952) монахиња је Српске православне цркве, игуманија Манастира Петковице.

## Биографија
Игуманија мати Антонина (Симић) рођена је 23. јула 1952. године у Београду, од побожних и честитих родитеља привржених вери њена мајка је такође монахиња Меланија.
Свој монашки пут започиње у Манастиру Гргетегу, где долази под руководство игумана Доситеја Миљкова. Замонашена 2. марта 1994. године од стране епископа сремскога господина Василија Вадића, добивши монашко име Антонина.
На предлог епископа сремскога  господина Василија 2001. године монахиња Антонина долази из Манастира Гргетега у Манастир Петковицу на Фрушкој гори, са намером да га обнови. Постављена је за игуманију манастира 7. јуна 2001. године њена биолошка мајка мати Меланија је монахиња манастира која је овде дошла исто 2001. године.
Заслугом игуманије Антонине просечен је и уређен асфалтирани пут до манастира а потом и струја доведена. Подгинута су нова два конака те генерално обновљена манастирска црква.